# Trocas de prisioneiros árabo-bizantinas
Durante o curso das guerras bizantino-árabes, trocas de prisioneiros de guerra tornar-se-ia uma característica regular das relações entre os dois poderes, começando no final do século VIII e continuando até meados do século X.

## Antecedentes
Séculos de guerra entre o Império Bizantino e o Califado Árabe levou a grau de compreensão mútua, respeito e padrão regular de trocas diplomáticas e culturais entre os dois poderes. Isso é evidente, por exemplo, nos protocolos das recepções imperiais à corte bizantina, onde os "muçulmanos orientais" são colocados imediatamente após quaisquer oficiais eclesiásticos, gozando de precedência sobre búlgaros ou francos, mas também pelo tratamento humano dos prisioneiros de guerra de ambos os lados. Do lado bizantino, prisioneiros árabes eram geralmente desfilados em procissões triunfais, mas, por outro lado, geralmente bem tratados. Figuras seniores eram prisioneiros de Estado e convidados honrados pelo tempo de seus cativeiros, sendo regularmente convidados para assistir corridas no Hipódromo ou banquetes imperiais no Grande Palácio e recebiam presentes como parte das cerimônias imperiais. Os soldados rasos, por outro lado, eram geralmente vendidos como escravos ou mantidos na prisão até serem libertados ou trocados. Muitos eram empregados como força de trabalho, e embora alguns podem ter sido induzido para se converter ao cristianismo, neste casos recebendo terras para se assentar, eles gozavam da liberdade de adorar em mesquitas próprias. Mocadaci nota que, embora os cativos árabes fossem obrigados a trabalhar como escravos, eles podiam adquirir dinheiro, e que os bizantinos "não forçam qualquer um deles a comer porco, e eles não cortam os narizes e línguas deles".
Ambos os lados envolveram-se em trocas regulares de prisioneiros (em grego: ἀλλάγια; romaniz.: àllágia; árabe fidāʾ, pl. afdiya), que ocorreram no rio Lamos (mod. Limonlu Çayı) na Cilícia, na fronteira entre o Império Bizantino e Califado Árabe. Uma trégua foi organizada com antecedência, e ambos os lados encontraram-se no rio. A troca era feita homem por home, como ilustrado por Atabari em seu relato da troca de 845: duas pontes foram construídas sobre o rio, uma para os prisioneiros da cada lado. Cada lado libertou um prisioneiro, que caminhou através da ponte em direção a seus correligionários, simultaneamente com sua contraparte. Após a troca ser concluída, os prisioneiros excedentes eram libertados por dinheiro ou trocados por escravos.

## Trocas de prisioneiros
| Ano              | Detalhes | Ref.                |
| ---------------- | --- | ------------------- |
| 769              | Mencionada apenas por Teófanes, o Confessor. | [ 9 ]               |
| 797              | Mencionada apenas por Almaçudi. | [ 9 ]               |
| 805              | Mencionado apenas por Atabari. Foi a primeira a ocorrer em Lamos, e foi supervisionada pelo eunuco árabe Abu Solimão. Durou 12 dias e 3 700 prisioneiros foram trocados. | [ 9 ] [ 6 ] [ 10 ]  |
| 808              | Mencionado apenas por Atabari como a "fidāʾ Thābit b. Naṣr", após os homens que supervisionaram-a no lado árabe Durou 7 dias, e 2 500 prisioneiros foram trocados. | [ 9 ] [ 6 ] [ 11 ]  |
| 810              | Mencionada apenas por Almaçudi. | [ 9 ]               |
| 816              | Mencionada apenas por Almaçudi. | [ 9 ]               |
| Set. de 845      | Mencionada por várias fontes muçulmanas ("fidāʾ Khāḳān"), segundo as quais os bizantinos tinham mais prisioneiros que os muçulmanos, forçando o califa Aluatique (r. 842–847) a cobrir a balança com escravos adquiridos nos mercados de Bagdá e Raca, e mesmo ao liberar escravas de seus titulares. Os prisioneiros muçulmanos foram questionados por um emissário do chefe cádi segundo a criacidade corânica, permitindo que fossem trocados apenas aqueles que apoiaram-a. Atabari relatou que os muçulmanos recuperaram 4 600 prisioneiros, dos quais 600 homens e 500 dhimmis, enquanto ibne Alatir dá os números respectivos de 4 460, 800 e 100. | [ 6 ] [ 12 ] [ 13 ] |
| Fev./Mar. de 856 | O "fidāʾ Shunayf" das fontes muçulmanas, durou 7 dias. Atabari relata que no total os bizantinos mantiveram 2 000 prisioneiros muçulmanos, dos quais os muçulmanos recuperaram 789 homens e 125 mulheres. Almaçudi, por outro lado, fornece os números de 2 200 homens ou 2 000 homens e 100 mulheres. | [ 12 ] [ 6 ] [ 14 ] |
| Abr./Mai. de 860 | O "fidāʾ Naṣr b. az-Azhar waʿAlī b. Iaḥiā". Segundo Almaçudi, 2 367 prisioneiros muçulmanos, tanto homens como mulheres, foram trocados em 7 dias. | [ 12 ] [ 6 ] [ 15 ] |
| 861/2            | Mencionada apenas por Almaçudi. | [ 12 ]              |
| 867              | Mencionada apenas por Almaçudi. | [ 12 ]              |
| 872              | Mencionada apenas por Almaçudi. | [ 12 ]              |
| Set./Out. de 896 | O "fidāʾ ibn Ṭughān". Segundo Atabari e Sibte ibne Aljauzi, os muçulmanos recuperaram 2 504 prisioneiros, homens, mulheres e crianças, em 10 dias, enquanto Almaçudi variadamente fornece o total de 2 495 prisioneiros e 3 000 homens. | [ 12 ] [ 6 ] [ 16 ] |
| Set. de 905      | Supervisionada por Rustã ibne Baradu, a troca foi interrompida após 1 154 ou 1 155 prisioneiros muçulmanos terem sido trocados, segundo Almaçudi, pois os bizantinos renegaram os termos do acordo. Consequentemente é conhecida como "troca da traição" (fidāʾ al-ghadr) nas fontes árabes. | [ 12 ] [ 6 ]        |
| Jul. de 908      | Após uma missão diplomática de dois anos do emissário bizantino Leão Querosfactes, a troca começou em 908, e consequentemente foi nomeada "troca da conclusão" (fidāʾ al-tamām). Novamente sob a supervisão de de Rustã ibne Baradu, os muçulmanos recuperaram mais 2 842 prisioneiros segundo Almaçudi (Atabari afirma "aproximada 3 000"). | [ 6 ] [ 17 ]        |
| Set./Out. de 917 | A troca ("fidāʾ Muʾnis") foi realizada por uma embaixada bizantina sob João Radeno à Bagdá. 5 500 prisioneiros foram trocados segundo Ibn al-Jawzi, e 3 336 em oito dias segundo Almaçudi. | [ 6 ] [ 18 ]        |
| Set./Out. de 925 | A "fidāʾ Mufliḥ". Segundo Almaçudi, 3 983 muçulmanos foram trocados em 19 dias, enquanto Almacrizi alega serem 2 933. | [ 6 ] [ 18 ]        |
| Out. de 938      | As negociações do lado muçulmano foram controladas pelo governante autônimo do Egito, Iquíxida. Mais de 6 300 pessoas foram trocadas em 16 dias, mas os bizantinos ainda tinham mais 800 prisioneiros, e a trégua foi estendida por seis meses para permitir que os os cativos restantes fossem libertados a dinheiro em lotes menores. | [ 6 ] [ 18 ]        |
| Out. de 946      | A última troca a ocorrer em Lamos. 2 482 prisioneiros, homens e mulheres, foram trocados, com os restantes 230 prisioneiros muçulmanos sendo libertados com 80 000 dinares de ouro, pagos parcialmente pelo hamadânida emir de Alepo Ceife Adaulá (r. 945–967), e parcialmente pelos iquíxidas. A troca foi supervisionada por Nácer Atamali em nome de Ceife Adaulá, por isso a troca é também conhecida como "fidāʾ Ibn Ḥamdān". | [ 6 ] [ 19 ]        |
| 953              | Pequena troca que ocorre em Alexandria, envolvendo 60 prisioneiros muçulmanos. | [ 20 ]              |
| 954              | Os bizantinos enviaram uma embaixada para Ceife Adaulá para negociar uma troca de prisioneiros. | [ 20 ]              |
| 966              | A troca ocorre em 23 de junho entre Ceife Adaulá e o imperador Nicéforo II Focas (r. 963–969) em Samósata, após a conquista da Cilícia sob Focas nos anos anteriores. Os bizantinos mantinham mais de 3 000 prisioneiros, que Ceife Adaulá prometeu libertar por 270 dinares cada. Contudo, ele ficou sem dinheiro após 240 000 terem sido pagos, e foi forçado a pagar o resto entregando uma couraça valioso e um refém dos grande de sua corte. Entre os prisioneiros trocados estava o primeiro e celebrado poeta de Sai Adaulá, Abu Firas. | [ 6 ] [ 20 ]        |
| 969              | A troca ocorreu entre os bizantinos e o Califado Fatímida, após ambos os poderes partirem Síria entre eles. | [ 20 ]              |

O que é notório nos números relatados nas trocas, segundo Arnold J. Toynbee, é que mesmo em 845, antes dos bizantinos adquirirem a dianteira na batalha de Lalacão 863), eles mantinham mais prisioneiros que os árabes, apesar do conjunto de capturas e deportações de indivíduos bizantinos em eventos como o Saque de Amório em 838. Segundo Toynbee, isso atesta a eficiência da estratégia militar bizantina de "seguir e atacar" os exércitos muçulmanos que invadiram a Ásia Menor.